# Phoebe fryana
Phoebe fryana är en skalbaggsart som beskrevs av Lane 1966. Phoebe fryana ingår i släktet Phoebe och familjen långhorningar. Inga underarter finns listade i Catalogue of Life.